# سیاه‌خروس بال‌داسی
سیاه‌خروس‌ بال‌داسی (نام علمی: Falcipennis) نام یک سرده از تیره قرقاولان است.
- سیاه خروس روسی, Falcipennis falcipennis

- سیاه‌خروس کانادایی, Falcipennis canadensis گاهی در سردۀ Canachites می‌آید.

نام Falcipennis در لاتین به معنی بال‌داسی است و بالها در پرواز حالت خمیده به پشت دارند (Holloway 2003).